# Леньківська ікона Божої Матері «Спасителька потопаючих»
Леньківська ікона Божої Матері «Спасителька потопаючих» — ікона Божої Матері з Немовлям, визнана правосланою церквою чудотворною, названою за місцем її знаходження — Леньківською. Ікона має назву «Спасителька потопаючих». Відома з 1571 року.
Шанована ікона, святкування її офіційно встановлено і відзначається 20 грудня. Шанується серед віруючих, особливо тих, яким доводиться часто вручати себе у владу водної стихії.
Ікона мала розміри 44 см на 27 см. За описами того часу за своїм видом була вельми стара, а образ Предвічного Немовляти, навіть важко було розгледіти. Старанням парафіян була вкрита срібною ризою.

## Іконографія
Належить до іконописного типу Елеуса (грецьк. Ελεούσα — милостива, від έλεος — співчуття), Розчулення. Зображена на ній Божа Матір тримає на лівій руці Предвічного Немовляти, який притискається щокою до її щоки та обіймає її за шию. Пресвята Богородиця також обіймає Його обома руками. Між Богоматір'ю й Богом-Сином немає відстані, а їхня любов безмежна. Погляд Богоматері задумливий, погляд Богонемовля спрямований на Богоматір. Ікона перетворює хресну жертву Христа Спасителя, як вище вираження любові Бога до людей.

## Історія
Точний час появи Леньківської ікони Божої Матері «Спасителька потопаючих» невідомий. За історичними переказами, дана ікона перебувала ще в храмі Пресвятої Богородиці в селі Леньків, що раніше розташовувалося на правому березі річки Рома, через широку луку неподалік річки Десна. Храм відомий ще в другій половині XVI століття, за часів перебування сіверських міст у складі Московської держави.
Під час Новгород-Сіверської битви в 1604 році між військами Лжедмитрія І та Московського царства, село Леньків було частково спалено разом із Богородичним храмом. На місці спаленого храму й було виявлено вцілілу ікону Божої Матері, а місце, де був розташований храм Пресвятої Богородиці в народі отримав назву Богородичного. Вціліла, після руйнації та пожежі 1604 року частина села, дала початок поселенню з новою назвою — Киселівка, а сучасне село Леньків постало в другій половині XVII століття на новому місці, значно північніше.
У новий храм в ім’я Архістратига Михаїла, побудованого на новому місці, нового села Леньків й була перенесена явлена ікона Божої Матері.

## Схожі ікони
Ікона Богородиці «Дігтярівська», (святкування 23 липня) практично збігається за стилем іконописання з Леньківською іконою Божої Матері «Спасителькою потопаючих», хіба тільки очі Богонемовля на іконі Богородиці «Дігтярівська» спрямовані в бік віруючих.
Історично відомо, що образ Леньківської ікони Божої Матері «Спасителька потопаючих» значно древніше ікони Богородиці «Дігтярівська». Можна припустити, що ікона Богородиці «Дігтярівська» писалася з Леньківської ікони Божої Матері «Спасителька потопаючих», або ж ці ікони писалися з більш давнішої ікони. Обидва села розташовані на березі річки Десна неподалік від Новгород-Сіверського й обидві ікони, за легендами, були знайдені тут же, на її берегах.

## Помилкові твердження
Леньківську ікону Божої Матері «Спасителька потопаючих» іноді помилково називають Новгород-Сіверською, бо вважають, що до XVIII століття ікона була перенесена із села Леньків до Новгород-Сіверського Спасо-Преображенського монастиря, де й перебувала до Жовтневого перевороту 1917 року.
Насправді ж Новгород-Сіверською іконою називали ікону Божої Матері названою «Новодворською». Новгород-Сіверська ікона Божої Матері названа «Новодворською» з’явилася значно раніше Леньківської ікони Божої Матері «Спасителька потопаючих». Її написання відносять до 1320 року. У Новгород-Сіверському Спасо-Преображенському монастирі перебував один із двох найдавніший списків Леньківської ікони Божої Матері «Спасителька потопаючих», написаний приблизно 1751 року.
Обидві ікони перебували в Новгород-Сіверському Спасо-Преображенському монастирі і святкуються в один день — 20 грудня.
Вважають, що ікона Богородиці дивним чином припливла до того місця на річці Десні, де в небезпечному вирі часто гинули навантаженні баржі. Місце це було навпроти високої гори поблизу села Леньків. Віруючі з благоговінням узяли явлений образ і встановили його на горі. Потім на цьому місці був збудований храм. Човняри, після старанної молитви перед іконою Богоматері, кидали між собою жереб, кому залишатися на човні і плисти з нею через небезпечний вир. Решта ж йшла пішки повз берег річки до кінця страшного місця.
Насправді, Леньківська ікона Божої Матері «Спасителька потопаючих» була встановлена в храмі Пресвятої Богородиці, відомому ще в другій половині XVI століття, а її поява пов’язана з подіями 1604 року. Біля старого розташування села Леньків завжди була пристань, де зупинялися човни. Від старого розташування села Леньків до річки Десна 500 метрів, від сучасного розташування села Леньків до річки Десна 1,5 км. На своєму шляху, річка Десна ставала більш повноводною, ширшою та бурхливою. Аби вберегти себе та свій крам, припливаючі сходили на берег біля старого розташування села Леньків та молилися в храмі Пресвятої Богородиці. Керувати ж човном, аби проплисти небезпечні ділянки річки, як правило доручали найдосвідченішим, аби вони вберегли крам та людей від лиха.

## Списки ікони
Відомо про два офіційні списки Леньківської ікони Божої Матері «Спасителька потопаючих».
Один список Леньківської ікони Божої Матері «Спасителька потопаючих» перебував у Новгород-Сіверському Спасо-Преображенському монастирі. Список ікони не зберігся. Втрачений після закриття монастиря. У 2004 році чудотворний образ Леньківської ікони Божої Матері «Спасителька потопаючих» у вигляді точної копії зі стародавнього списку було встановлено в центральному Спаському соборі та церкви Петра і Павла монастиря.
Другий список Леньківської ікони Божої Матері «Спасителька потопаючих» написаний на початку ХХ ст. зберігається в Церковно-археологічному кабінеті (ЦАК) Московської духовної академії, що в Сергієвому Посаді. Список ікони зберігся та доступний для огляду відвідувачів.

## Сучасний стан
Ікона втрачена після 1917 року. Місце знаходження її невідоме.

## Храми на честь Леньківської ікони Божої Матері «Спасителька потопаючих»
У селищі Хета, Таймирського (Долгано-Ненецький) району, Красноярського край, Росія, побудовано храм на честь Леньківської ікони Божої Матері «Спасителька потопаючих». Храм належить Російській Православній Церкві, Красноярської митрополії, Норильської єпархії, Таймирського благочиння.

## Леньківська ікона Божої Матері «Спасителька потопаючих»

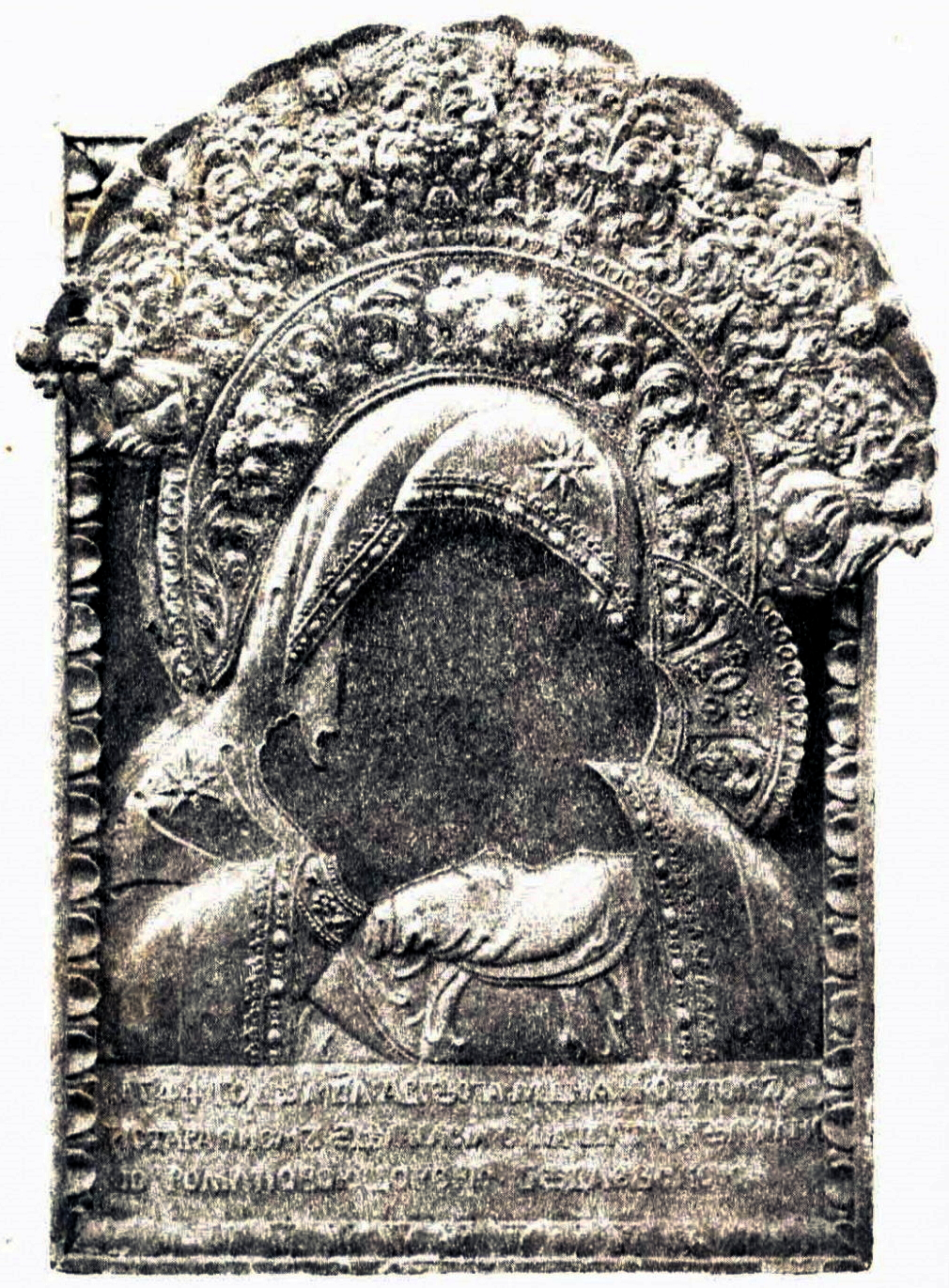
Леньківська ікона Божої Матері «Спасителька потопаючих» у ризі.
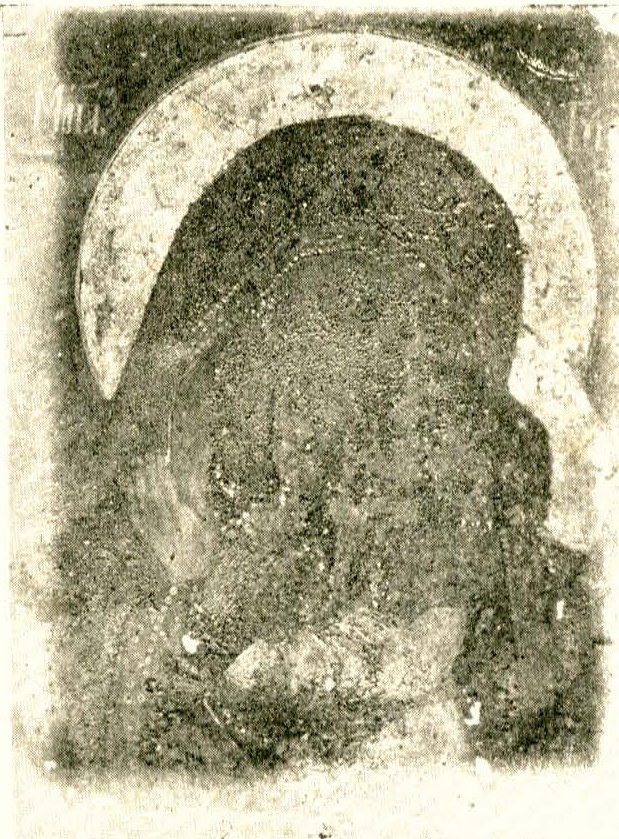
Леньківська ікона Божої Матері «Спасителька потопаючих» без ризи.
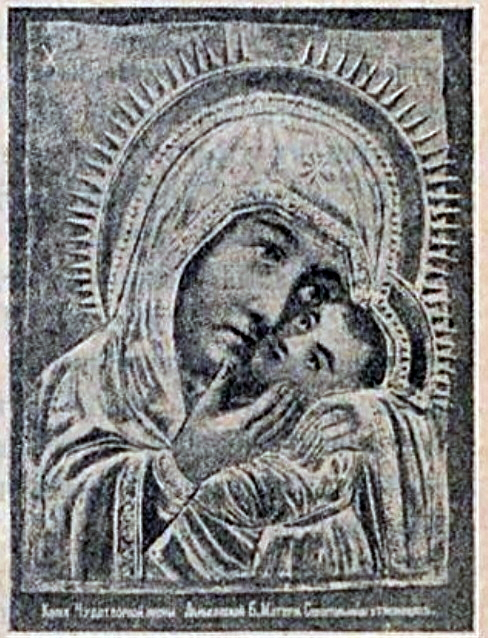
Список Леньківської ікони Божої Матері «Спасителька потопаючих».
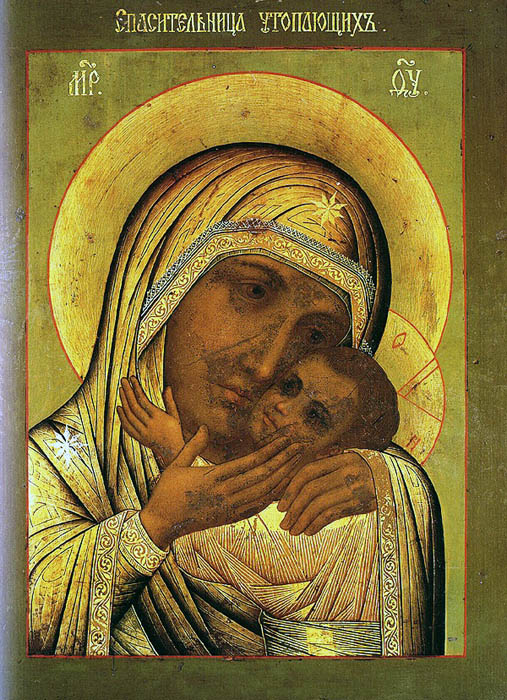
Список Леньківської ікони Божої Матері «Спасителька потопаючих» що зберігається в Церковно-археологічному кабінеті Московської духовної академії.